# Oleksandr Volkov (basket-ball)
Pour les articles homonymes, voir Aleksandr Volkov et Volkov.
Oleksandr Anatoliovitch Volkov (en russe Александр Анатольевич Волков, Aleksandr Anatolievitch Volkov ; en ukrainien Олександр Анатолійович Волков, Oleksandr Anatoliovitch Volkov), né le 28 mars 1964 à Omsk, est un joueur ukrainien de basket-ball évoluant au poste d'ailier.

## Biographie
Considéré comme l'un des plus grands joueurs de l'ex-URSS, il compte à son palmarès un titre olympique, lors des Jeux olympiques de 1988 à Séoul, deux médailles d'argent mondiales lors des éditions 1986 en Espagne et 1990 en Argentine, un titre européen obtenu lors de l'euro 1985 en Allemagne, une médaille d'argent européenne en Grèce 1987 et Yougoslavie 1989.
Sélectionné par les Hawks d'Atlanta en 1986, il devient le 3 novembre 1989, avec le Lituanien Sarunas Marciulionis, le premier joueur soviétique à évoluer dans la ligue américaine de la NBA.
Après sa carrière sportive, il occupa des responsabilités au sein de la fédération ukrainienne. Il occupa ainsi le poste de vice-président de la fédération.
En mars 2021, il intègre le FIBA Hall of Fame (promotion 2020).

## Clubs successifs
- 1981-1986 :  Budivelnyk Kiev
- 1986-1988 :  CSKA Moscou
- 1988-1989 :  Budivelnyk Kiev
- 1989-1992 :  Hawks d'Atlanta
- 1992-1993 :  Viola Reggio de Calabre
- 1993-1994 :  Panathinaïkos
- 1994-1995 :  Olympiakos
- 2000-2002 :  BC Kiev

## Palmarès

### Club
- Champion de URSS 1988, 1989
- Champion de Grèce 1995
- Champion d'Ukraine 2001

### Sélection nationale
- Jeux olympiques d'été
  -  Médaille d'or aux Jeux olympiques de 1988 à Séoul
- Championnat du monde masculin de basket-ball
  -  Médaille d'argent au championnat du monde 1990 en Argentine
  -  Médaille d'argent au championnat du monde 1986 en Espagne
- Championnat d'Europe de basket-ball masculin
  -  Médaille d'or au champion d'Europe 1985 en Allemagne
  -  Médaille d'argent au championnat d'Europe 1987 en Grèce
  -  Médaille de bronze au championnat d'Europe 1989 en Yougoslavie